# ستوديو نيو
ستوديو نيو (بالإنجليزية: Studio Nue)‏ هو استوديو أنمي ياباني. تأسس عام 1972 عن طريق كل من ناويوكي كاتو، كينيتشي ماتسوزاكي، كازوتاكا مياتاك، وهاروكا تاكاشيهو. ويقع مقره في ميتاكا، طوكيو، اليابان.

## أعمال
- البطل خماسي
- نسور الفضاء